# Esqui em Andorra

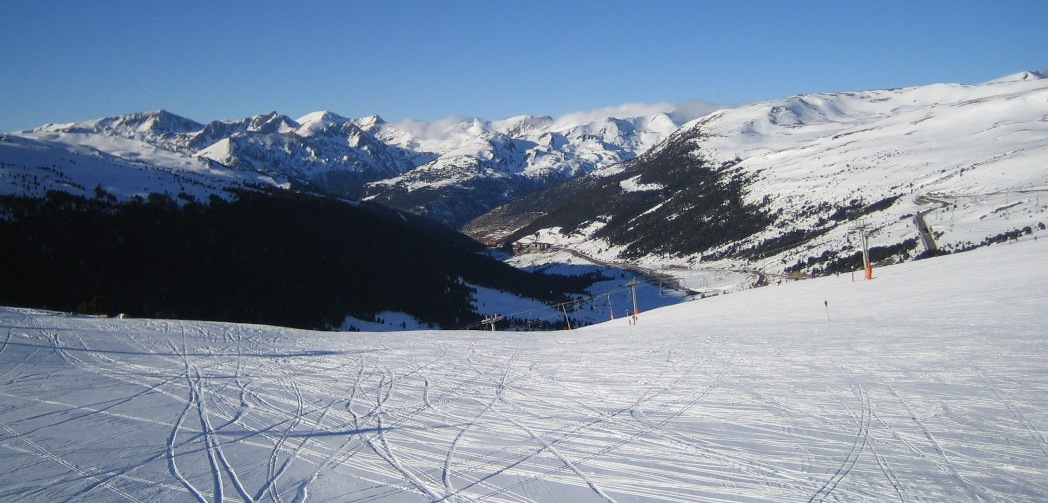
Grau Roig

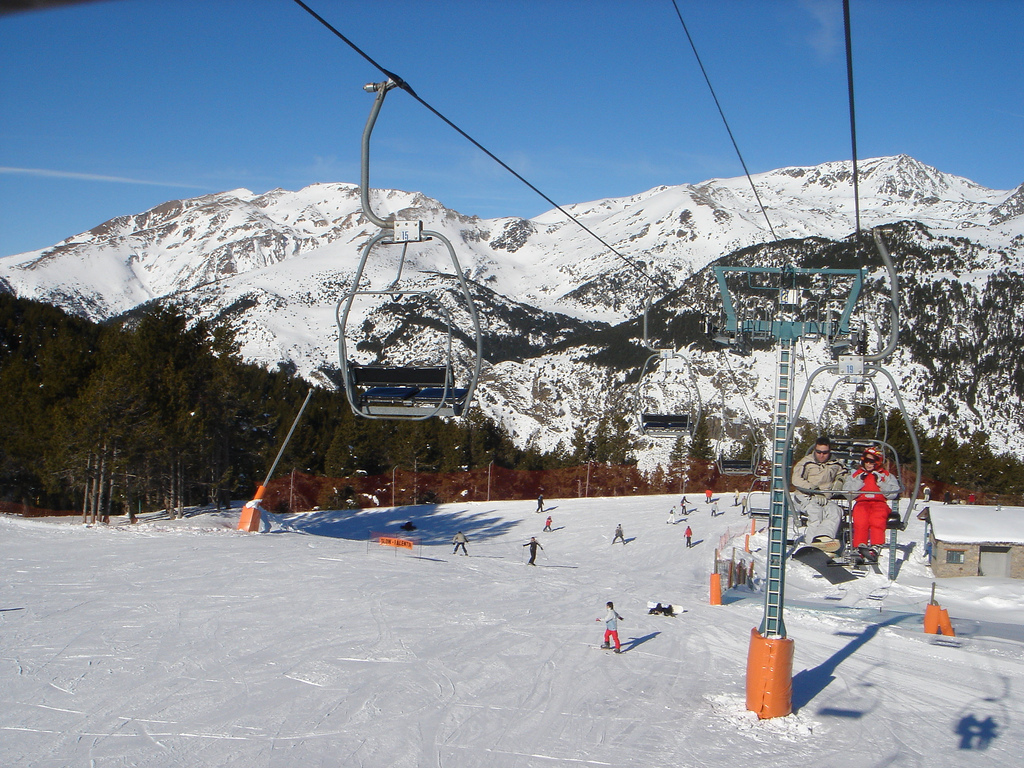

A maioria das estações de esqui em Andorra eram pequenos vilarejos que acabaram crescendo devido à prática do esqui. Nos últimos anos, essas estações acabaram por se unir, formando apenas duas áreas conhecidas como Vallnord e Grandvalira.
Vallnord cobre os setores de Arcalís-Ordino e Arinsal-Pal. Arcalis é relativamente distante de Arinsal-Pal, mas essa última se uniu por um teleférico, conectando as duas áreas. A estação de Arinsal-Pal é acessada diretamente pelo centro da cidade de La Massana.
Grandvalira cobre Soldeu-El Tarter e Pas de la Casa-Grau Roig. A setor de esqui de Soldeu também pode ser acessada por Encamp e por Canillo. Isso foi feito para evitar o acúmulo de visitantes em Soldeu e tornar o acesso às montanhas mais prático e rápido.